# Gesta (journal)
Pour les articles homonymes, voir Gesta.
Gesta est une revue académique à comité de lecture dans le domaine de l'art médiéval. La revue a été créée en 1963 et est publiée par la maison d'édition University of Chicago Press. 

## Description
Gesta est une revue semestrielle,  publiée par University of Chicago Press et soutenue par l'association International Center of Medieval Art. Ce centre a été fondé en 1956 par un groupe d'historiens de l'art médiéval comme une branche américaine de l'organisation française appelée le « Centre international d'études romanes », puis est devenu le centre actuel. D'abord basé à l'Institut des Beaux-Arts de l'Université de New York, l'ICMA a été transféré en 1969 dans ses locaux actuels à The Cloisters, la filiale du Metropolitan Museum of Art consacrée à l'art et à l'architecture de l'Europe médiévale.
Gesta publie des recherches originales sur l'art et l'architecture médiévaux. La revue embrasse toutes les facettes de la production artistique, allant d'environ 300 à environ 1500 après J.-C., dans tous les lieux du monde médiéval. Elle accepte des articles en anglais et en français.
La revue a reçu à deux reprises le prix annuel Van Courtlandt Elliott de l'Académie médiévale d'Amérique.
Les rédacteurs en chef sont Diane J. Reilly (Université de l'Indiana à Bloomington) et Susan L. Boynton (Université Columbia).